# 寅次郎的故事41 寅次郎心路历程
《寅次郎的故事41 寅次郎心路历程》（日语：男はつらいよ 寅次郎心の旅路）是一部1989年上映的日本喜剧电影，亦是《寅次郎的故事系列》的第四十一部剧场版作品。由山田洋次导演，渥美清、倍赏千惠子、前田吟、下条正巳、三崎千惠子、竹下景子等等主演。于1989年8月5日上映。

## 剧情简介
这一次寅次郎的足迹跨出了国门，来到了素有“艺术之都”的维也纳，在浪漫的国度里留下一段浪漫的情话。 
奇缘始于被从列车下救出来的公司职员阪口，他因为工作压力大，又得了病，一时心窄而卧轨。被救下之后，他决定追随寅次郎去旅行，并为寅次郎买了去维也纳的机票。寅次郎对维也纳兴趣索然，什么皇家美术馆、莫扎特对他全是对牛弹琴。阪口只好只身前往。在等候中寅次郎上了导游小姐江上久美子的旅行车，她找来一位旅居的老妇人，让她帮助寅次郎回到住的旅馆。他们就此相识。久美子初到这里，是老妇人帮助了她。现在，在她那里寅次郎也有了家的感觉。想回家乡的久美子又顾虑回去后找不到工作，在寅次郎的鼓励下，久美子决定和他们一同回国。但是面对恋人的苦苦挽留，她最终决定在异国他乡和相爱的人厮守一生。 
浪迹天涯的寅次郎在国外体会到了家乡的魅力，他不想再各地跑个不停，因为他永远也忘不了家乡。但是，回到日本，他却又提起行李出发了。

## 主要演员
- 车寅次郎：渥美清
- 江上久美子：竹下景子
- 太太：淡路惠子
- 坂口兵马：柄本明
- 诹访樱：倍赏千惠子
- 车龙造（叔父）：下条正巳
- 车つね（姑妈）：三崎千惠子
- 桂梅太郎（社长）：太宰久雄
- 诹访满男：吉冈秀隆
- 诹访博：前田吟
- 源公：佐藤蛾次郎
- 马场：尾形一成
- 御前样：笠智众
- ポンシュウ：关敬六
- 警员：武野功雄
- 车掌：笹野高史
- 客栈少女：西川光
- 部长：园田裕久
- 赫尔曼：マーチン・ロシュバーガー
- 三平：北山雅康

### 英文
- . 英国电影协会.   [2015-12-25]. （原始内容存档于2012-10-18） （英语）.
- . Complete Index to World Film.   [2015-12-25]. （原始内容存档于2016-03-04） （英语）.
- 互联网电影数据库（IMDb）上《Otoko wa tsurai yo: Torajiro kokoro no tabiji (1989)》的资料（英文）

### 德文
- . www.molodezhnaja.ch.   [2015-12-25]. （原始内容存档于2016-03-03） （德语）.

### 日文
- . www.allcinema.net.   [2015-12-25]. （原始内容存档于2016-03-07） （日语）.
- . 日本电影院数据库（日本文化厅）.   [2015-12-25]. （原始内容存档于2012-03-11） （日语）. 外部链接存在于|publisher= (帮助)
- . 日本电影数据库.   [2015-12-25]. （原始内容存档于2016-03-03） （日语）.
- . 电影旬报.   [2015-12-25]. （原始内容存档于2012-03-24） （日语）.

### 中文
- . 豆瓣电影.   [2015-12-25]. （原始内容存档于2016-03-08）.